# Martin Rolf
Martin Rolf Johansson (som konstnär använde han namnet Martin Rolf), född 7 april 1872 i Borrby socken, död 7 juli 1960 i Kärredal, Torpa socken, Halland, var en svensk gåramålare.
Martin Rolf var son till den indelte soldaten Johan Nilsson Fast. 15 år gammal rymde han hemifrån och begav sig till Danmark, där han lärde känna flera konstnärer där han började använda sitt andra förnamn Rolf som artistnamn. Efter några år i Danmark reste han till Düsseldorf där han studerade realistiskt landskapsmåleri. Efter resor i olika länder i Europa återvände han 25 år gammal till Sverige. Han gifte och slog sig ned i Stockholm där han började studera skulptur. Eftersom målningar var enklare att sälja övergick han snart till stafflimåleri. Själv betraktade sig Martin Rolf som marinmålare, men försörjde sig främst som gåramålare. Han hann under sitt liv med att vara bosatt i Dalarna, Dalsland, Småland (Tranås och Vetlanda), Öland och Gotland, men har även utfört måleri på andra håll. Under de sista 15 åren av sitt var han bosatt i Kärredal, under de tre sista åren av sitt liv var han blind.
Martin Rolf Johanssons två söner beslöt sig att ändra sitt efternamn till Rolfö baserat på faderns artistnamn. Rolfö bärs idag som släktnamn bland de familjer som härstammar från Martin Rolf. Här finns däribland fotbollsspelaren Fridolina Rolfö.